# Binche-Chimay-Binche 2015
La Binche-Chimay-Binche 2015, nota anche come Mémorial Frank Vandenbroucke, diciannovesima edizione della corsa, valida come evento dell'UCI Europe Tour 2015 categoria 1.1, si svolse il 6 ottobre 2015 per un percorso di 194,5 km, con partenza ed arrivo a Binche, in Belgio. Fu vinta dall'olandese Ramon Sinkeldam, al traguardo in 4h24'24" alla media di 44,14 km/h, precedendo l'altro olandese Pim Ligthart e il belga Tom Van Asbroeck, piazzatosi terzo.
Dei 140 ciclisti iscritti furono in 135 a partire e in 54 a completare la gara.

## Squadre partecipanti
| N.    | Cod. | Squadra                     |
| ----- | ---- | --------------------------- |
| 1-8   | EQS  | Etixx-Quick Step            |
| 11-18 | LTS  | Lotto-Soudal                |
| 21-28 | TLJ  | Team Lotto NL-Jumbo         |
| 31-37 | TCS  | Tinkoff-Saxo                |
| 41-48 | IAM  | IAM Cycling                 |
| 51-58 | TGA  | Team Giant-Alpecin          |
| 61-68 | TSV  | Topsport Vlaanderen-Baloise |
| 71-78 | ROP  | Roompot-Oranje Peloton      |
| 81-88 | COF  | Cofidis, Solutions Crédits  |

| N.      | Cod. | Squadra                        |
| ------- | ---- | ------------------------------ |
| 91-98   | WGG  | Wanty-Groupe Gobert            |
| 101-108 | WBC  | Wallonie-Bruxelles             |
| 111-118 | CCB  | Color Code-Aquality Protect    |
| 121-128 | PCW  | T.Palm-Pôle Continental Wallon |
| 131-137 | CCT  | CCT-Champion System            |
| 141-148 | RIJ  | Cyclingteam Join's-De Rijke    |
| 151-158 | VER  | Veranclassic-Ekoi              |
| 161-168 | VGS  | Vastgoedservice-Golden Palace  |
| 171-178 | WIL  | Veranda's Willems Cycling Team |

## Ordine d'arrivo (Top 10)
| Pos. | Corridore           | Squadra       | Tempo    |
| ---- | ------------------- | ------------- | -------- |
| 1    | Ramon Sinkeldam     | Giant-Alpecin | 4h24'24" |
| 2    | Pim Ligthart        | Lotto-Soudal  | a 2"     |
| 3    | Tom Van Asbroeck    | Lotto-Jumbo   | a 4"     |
| 4    | Jonas Van Genechten | IAM Cycling   | s.t.     |
| 5    | Stig Broeckx        | Lotto-Soudal  | s.t.     |
| 6    | Gaëtan Bille        | Verandas W.   | s.t.     |
| 7    | Jérôme Baugnies     | Wanty-Gobert  | s.t.     |
| 8    | Ludwig De Winter    | Verandas W.   | s.t.     |
| 9    | Olivier Pardini     | Wallonie      | s.t.     |
| 10   | Roy Curvers         | Giant-Alpecin | s.t.     |